# 173 Ino
173 Ino è un asteroide abbastanza massiccio della fascia principale, in orbita attorno al Sole; venne scoperto il 1º agosto 1877 dall'astronomo francese Alphonse Louis Nicolas Borrelly. Il suo nome è dovuto all'omonimo personaggio della mitologia greca, Ino.
La sua superficie appare scura; esso è probabilmente ricco di carbonati.
Fa parte della famiglia di asteroidi Ino.